# Litsea kwangsiensis
Litsea kwangsiensis Yen C. Yang & P.H. Huang – gatunek rośliny z rodziny wawrzynowatych (Lauraceae Juss.). Występuje naturalnie w południowych Chinach – w południowej części regionu autonomicznego Kuangsi. 

## Morfologia
PokrójZimozielone drzewo dorastające do 12 m wysokości. Gałęzie są owłosione i mają brązowożółtawą barwę.
LiścieNaprzemianległe. Mają kształt od lancetowatego do podłużnie lancetowatego. Mierzą 7–12 cm długości oraz 1,5–3 cm szerokości. Są nagie. Nasada liścia jest klinowa. Blaszka liściowa jest o krótko spiczastym wierzchołku. Ogonek liściowy jest owłosiony i dorasta do 10–20 mm długości.
KwiatySą niepozorne, jednopłciowe, zebrane po 5 w baldachy, rozwijają się w kątach pędów. Okwiat jest zbudowany z 6 listków o owalnym kształcie. Kwiaty męskie mają 9 pręcików.
OwoceMają elipsoidalny kształt, osiągają 10 mm długości i 6–7 mm szerokości.

## Biologia i ekologia
Roślina dwupienna. Rośnie w lasach. Występuje na wysokości od 300 do 1200 m n.p.m. Kwitnie od sierpnia do września, natomiast owoce dojrzewają od lutego do marca.